# Marcel Griaule
Marcel Griaule (1898 - 1956) fue un antropólogo, etnólogo y profesor francés conocido por sus estudios sobre el pueblo Dogón de África occidental, y pionero de los estudios de campo etnográfico en Francia.

## Biografía
Nacido en Ainsy-sur-Armençon, Griaule recibió una buena educación y se preparaba para convertirse en un ingeniero,  matriculándose en el prestigioso Liceo Louis-le-Grand en 1917 cuando al final de la Primera Guerra Mundial se ofreció como voluntario para convertirse en un piloto en la Fuerza Aérea de Francia.
En 1920 regresó a la universidad, donde asistió a las conferencias de Marcel Mauss y Marcel Cohen. Intrigado por la antropología, dio planes para una carrera técnica. En 1927 recibió un grado de la Escuela Nacional de Lenguas Orientales, donde se concentró en Amárico y Gueze.
Entre 1928 y 1933 Griaule participó en dos grandes expediciones etnográficas - una a Etiopía y otra a Dakar y Yibuti; expedición que cruzó África. En la última expedición visita por primera vez los Dogón, el grupo étnico con el que sería conocido. 

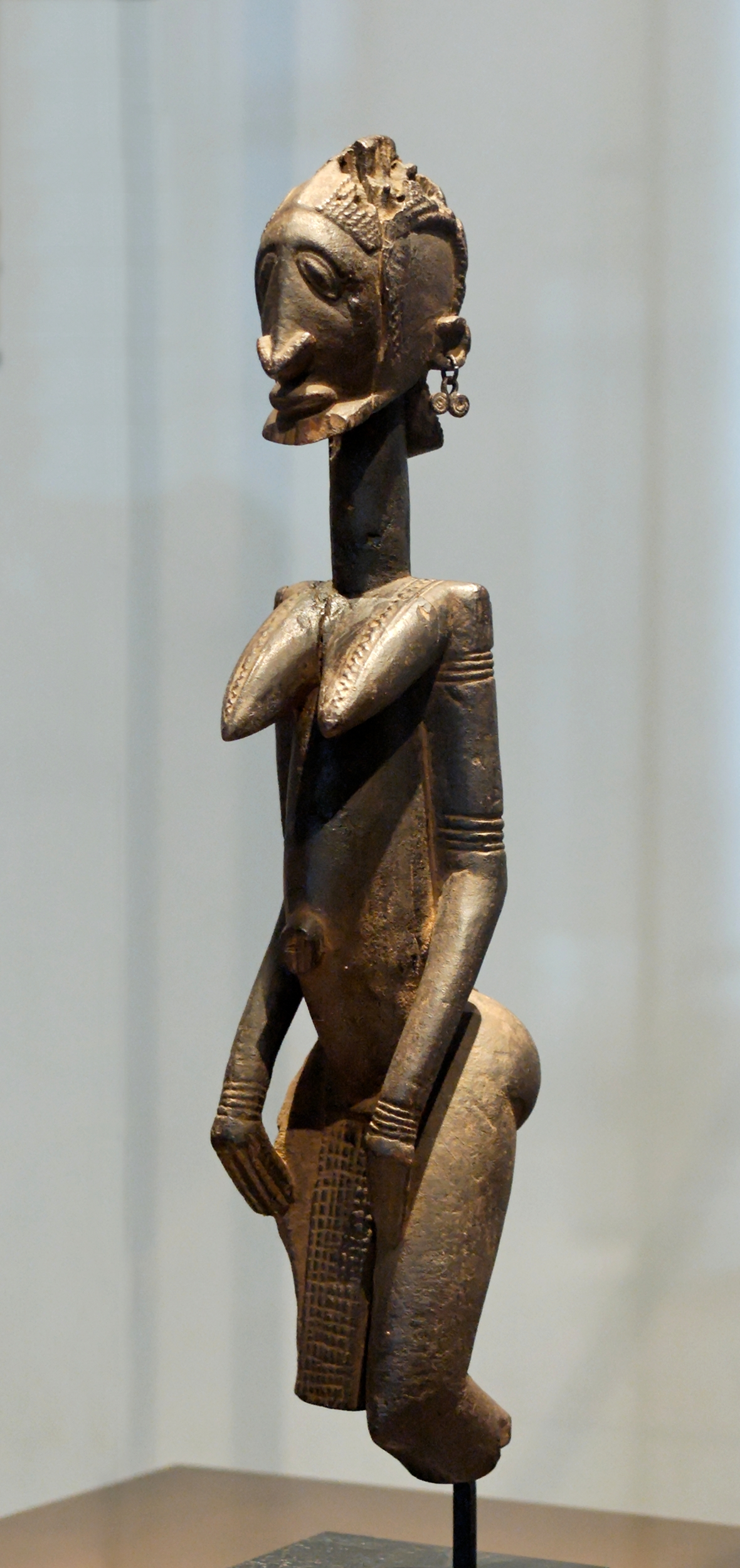
'Arte Dogón' (Louvre)

En 1933 recibió un diploma de la École Pratique des Hautes Études en religión.
A lo largo de la década de 1930 Griaule y Germaine Dieterlen con su grupo emprenden varias expediciones a la zona de Dogon en Malí. Durante estos viajes Griaule fue pionero en el uso de la fotografía aérea, estudios topográficos, y el trabajo en equipo para estudiar otras culturas. En 1938 produjo su tesis doctoral y recibió un doctorado sobre la base de su investigación Dogón.
Con el estallido de la Segunda Guerra Mundial Griaule fue alistado de nuevo en la fuerza aérea francesa y después de la guerra se desempeñó como profesor de la ceremonia de inauguración de la primera cátedra de antropología en la Universidad de París - Sorbona.
Los métodos para la investigación y observación del hecho social, los que Griaule construyera a partir de su práctica, están testimoniados en su obra "El Método de la Etnografía", de publicación póstuma. En este Curso sistematizador, Griaule delinea firmemente la necesidad de la interdisciplina, para alcanzar resultados válidos en la investigación etnográfica. Así es como postula formar un equipo que sea "un grupo de reflexión, un elemento de combate, una unidad táctica de investigación". Con un multi-posicionamiento de las observaciones, los hechos socioculturales se comprenden más cabalmente. La rigurosa metodología de técnicas y procedimientos expuesta en esta publicación, es aquella que Marcel Griaule enseñara en su cátedra de París - Sorbona, desde 1942 hasta 1956.
Griaule es recordado por su trabajo con el cazador ciego Ogotemmeli y por elaborada exégesis de los mitos y rituales Dogon (incluyendo al Nommo). Su estudio de las máscaras Dogon sigue siendo una de las obras fundamentales sobre el tema. Cierto número de antropólogos se muestran muy críticos con su trabajo y sostienen que sus afirmaciones acerca de Sirio y sus elaborados informes de las vibraciones de los huevos cósmico y místico, no reflejan con exactitud las creencias Dogón.
Marcel Griaule murió en 1956. Griaule es el padre de la antropóloga Geneviève Calame-Griaule.

## Obra
- Burners of men: Modern Ethiopia. Lippincott, 1935. (Historia de una expedición al interior de Abisinia a principios de 1930s; época cuando Abisinia se preparaba para luchar contra Mussolini. El libro fue galardonado con el Premio de 1934 Gringoire)
- Les Flambeurs d'hommes. 1936
- Masques dogons (1938). 4.ª} ed. 1994, reimpresa en 2004. Publicaciones científicas del Muséum national d'Histoire naturelle. xxxii + 890 pp. ISBN 2-85653-569-0
- Jeux dogons. 1938
- Les Sao légendaires. Gallimard 1943
- Dieu d'eau. Entrevistas con Ogotemmeli, obra que revela las estructuras del pensamiento sagrado dogon. 1948 (traducción española Dios de agua, Barcelona, Alta Fulla, 1987, 4.ª ed. 2009)
- Méthode de l'Ethnographie. 1957. Presses Universitaires de France, Paris (hay traducción al castellano: El Método de la Etnografía. Nova, Buenos Aires, 1969)
- Renard pâle, ethnologie des Dogons. Institut d'Ethnologie, 1965/1991 (en colaboración con Germaine Dieterlen)